# Acta ecclesiastica Sloveniae

Acta ecclesiastica Sloveniae (pokrata: AES), slovenski je znanstveni časopis koji od 1979. izdaje Institut za crkvenu povijest Teološkoga fakulteta u Ljubljani. Objavljuje radove i dokumente iz slovenske i opće crkvene povijesti, na slovenskom i inim jezicima.
Radovi objavljeni u časopisu referenciraju se u više znanstvenih baza podataka.

## Vanjske poveznice
- COBISS